# Glyptothorax
Glyptothorax är ett släkte av fiskar. Glyptothorax ingår i familjen Sisoridae.

## Dottertaxa tillGlyptothorax, i alfabetisk ordning[1]
- Glyptothorax alaknandi
- Glyptothorax annandalei
- Glyptothorax armeniacus
- Glyptothorax ater
- Glyptothorax botius
- Glyptothorax brevipinnis
- Glyptothorax buchanani
- Glyptothorax burmanicus
- Glyptothorax callopterus
- Glyptothorax caudimaculatus
- Glyptothorax cavia
- Glyptothorax chimtuipuiensis
- Glyptothorax chindwinica
- Glyptothorax conirostris
- Glyptothorax coracinus
- Glyptothorax cous
- Glyptothorax davissinghi
- Glyptothorax deqinensis
- Glyptothorax dikrongensis
- Glyptothorax dorsalis
- Glyptothorax exodon
- Glyptothorax filicatus
- Glyptothorax fokiensis
- Glyptothorax fuscus
- Glyptothorax garhwali
- Glyptothorax gracilis
- Glyptothorax granulus
- Glyptothorax honghensis
- Glyptothorax housei
- Glyptothorax indicus
- Glyptothorax interspinalus
- Glyptothorax jalalensis
- Glyptothorax kashmirensis
- Glyptothorax ketambe
- Glyptothorax kudremukhensis
- Glyptothorax kurdistanicus
- Glyptothorax laak
- Glyptothorax lampris
- Glyptothorax laosensis
- Glyptothorax lonah
- Glyptothorax longicauda
- Glyptothorax longjiangensis
- Glyptothorax macromaculatus
- Glyptothorax madraspatanus
- Glyptothorax major
- Glyptothorax malabarensis
- Glyptothorax manipurensis
- Glyptothorax minimaculatus
- Glyptothorax minutus
- Glyptothorax naziri
- Glyptothorax nelsoni
- Glyptothorax ngapang
- Glyptothorax nieuwenhuisi
- Glyptothorax obliquimaculatus
- Glyptothorax obscurus
- Glyptothorax pallozonus
- Glyptothorax panda
- Glyptothorax pectinopterus
- Glyptothorax platypogon
- Glyptothorax platypogonides
- Glyptothorax plectilis
- Glyptothorax poonaensis
- Glyptothorax prashadi
- Glyptothorax punjabensis
- Glyptothorax quadriocellatus
- Glyptothorax rugimentum
- Glyptothorax saisii
- Glyptothorax schmidti
- Glyptothorax siamensis
- Glyptothorax silviae
- Glyptothorax sinensis
- Glyptothorax steindachneri
- Glyptothorax stocki
- Glyptothorax stolickae
- Glyptothorax strabonis
- Glyptothorax striatus
- Glyptothorax sufii
- Glyptothorax sykesi
- Glyptothorax telchitta
- Glyptothorax tiong
- Glyptothorax trewavasae
- Glyptothorax trilineatus
- Glyptothorax ventrolineatus
- Glyptothorax zanaensis
- Glyptothorax zhujiangensis